# Kultura LGBT-a
Kultura LGBT-a kultura je koja je nastala među lezbijkama, gej muškarcima, biseksualcima, transrodnim i queer osobama. Ponekad se naziva kultura queera (što ukazuje na ljude koji su queer), dok se izraz „gej kultura” može koristiti za označavanje ili „kulture LGBT” ili posebno homoseksualne kulture.
LGBT kultura uvelike se razlikuje ovisno o geografskom području i identitetu sudionika. Elementi zajednički kulturama homoseksualaca, lezbijki, bipolarnih, transpolarne i interpolarne osoba uključuju:
- Radovi poznatih homoseksualaca, lezbijki, biseksualaca i transrodnih osoba, uključujući:
  - Suvremeni LGBT umjetnici i političke osobe kao što su Larry Kramer, Keith Haring i Rosa von Praunheim.
  - Povijesne osobe identificirane kao LGBT, iako je poistovjećivanje povijesnih osoba s modernim terminima za seksualni identitet kontroverzno (vidi Povijest seksualnosti). Međutim, mnoge LGBT osobe osjećaju srodstvo s tim ljudima i njihovim radom (osobito onim koji se odnosi na istospolnu privlačnost ili rodni identitet); primjer je VictoryFund.org, posvećen potpori homoseksualnim političarima.
- Razumijevanje LGBT društvenih pokreta
- Likovi i identiteti prisutni u LGBT zajednici; unutar LGBT zajednica u zapadnoj kulturi, to može uključivati drag kings i queens, parade ponosa i zastavu duginih boja.
- LGBT zajednice se mogu organizirati u ili podržati pokrete za građanska prava koji promiču LGBT prava na raznim mjestima diljem svijeta. U isto vrijeme, ikone poznatih osoba visokog profila u širem društvu koje su postigle zastupljenost same LGBT kulture, mogu ponuditi snažnu potporu tim organizacijama na određenim lokacijama; na primjer, LGBT zagovornica i zabavljačica Madonna izjavila je: „Tražili su me da nastupim na mnogim Pride događajima diljem svijeta—ali nikada, baš nikada ne bih odbila New York City.”[4]

Ne identificiraju se sve LGBT osobe s LGBT kulturom; to može biti zbog geografske udaljenosti, nesvjesnosti o postojanju straha od društvene stigme ili sklonosti da se ostane neidentificiran s potkultura ili zajednicama koje se temelje na seksualnosti ili rodu. Pokreti Queercore i Gej Shame kritiziraju ono što vide kao komercijalizaciju i samonametnutu "getoizaciju" LGBT kulture.
U nekim gradovima, posebno u Sjevernoj Americi, neke LGBT osobe žive u četvrtima s visokim udjelom gej stanovnika, inače poznatim kao gej sela ili gejborhoodovi — primjeri ovih četvrti uključuju Greenwich Village, Hell's Kitchen i Chelsea na Manhattanu; Castro i West Hollywood u Kaliforniji uSjedinjenim Državama te Church and Wellesley u Torontu u Kanadi. Takve zajednice LGBT-a organiziraju posebne događaje uz povorke ponosa slaveći svoju kulturu kao što su Gay Games i Southern Decadence. Dana 27. lipnja 2019., Nacionalni zid časti LGBTQ-a svečano je otvoren u Stonewall Innu u Greenwich Villageu.

## Kultura gej muškaraca
Prema Herdtu, "homoseksualnost" je bila glavni izraz koji se koristio do kasnih 1950-ih i ranih 1960-ih; nakon toga se pojavila nova "gej" kultura. "Ova nova gej kultura sve više obilježava cijeli spektar društvenog života: ne samo istospolne želje, već i gej sebe, gej susjede i gej društvene prakse koje su karakteristične za naše bogato, postindustrijsko društvo"
Tijekom 19. i ranog 20. stoljeća gej kultura bila je uglavnom podzemna ili kodirane, oslanjajući se na simbole unutar grupe i kodove utkane u naizgled heteroseksualne izglede. Utjecaj homoseksualaca u ranoj Americi bio je češće vidljiv u visokoj kulturi, gdje je nominalno bilo sigurnije biti vani. Povezivanje gej muškaraca s operom, baletom, visokom modom, finom kuhinjom, glazbenim kazalištem, zlatnim dobom Hollywood i dizajnom interijera započelo je s bogatim homoseksualnim muškarcima koji su koristili heteroseksualne teme ovih medija za slanje vlastitih signala. U heterocentričnom filmu Marilyn Monroe Džentlmeni više vole plavuše, glazbeni broj prikazuje Jane Russell kako pjeva "Svi ovdje za ljubav" u teretani dok mišićavi muškarci plešu oko nje. Muške kostime dizajnirao je muškarac, ples je koreografirao muškarac, a plesači (kako ističe gej scenarist Paul Rudnick) "izgledaju više zainteresirani jedno za drugo nego za Russella"; međutim, njezina prisutnost provlači sekvencu mimo cenzora i pretvara je u opću heterocentričnu temu.
Nakon što je 1969. ustanak u Stonewallu u New Yorku bio popraćen na glavnim kanalima vijesti, prikazujući slike homoseksualaca koji se bune na ulicama, gej muška kultura među radničkom klasom, obojenim ljudima, uličarima, radikalnim političkim aktivistima i hipijima postala je vidljivija u matricu Amerike. Grupe kao što je Gej Liberation Front formirane su u New Yorku i Mattachine Society, koje je postojalo i bavilo se medijima od 1950. godine, dobile su veću vidljivost obraćajući se gomilama i medijima u jeku pobuna u Greenwich Villageu. Dana 28. lipnja 1970. održan je prvi Dan oslobođenja Christopher Streeta, koji je označio početak godišnjih marševa Gej Pridea.
Godine 1980. grupa od sedam homoseksualaca osnovala je The Violet Quill u New Yorku, književni klub usredotočen na pisanje o gej iskustvu kao normalnoj crti radnje umjesto "zločestoj" sporednoj crti u uglavnom heteroseksualnoj priči. Primjer je roman Dječakova vlastita priča Edmunda Whitea. U ovom prvom svesku trilogije, White piše kao mladi homofobnim pripovjedač koji odrasta s pokvarenim i udaljenim ocem. Mladić uči loše navike od svog hetero oca, primjenjujući ih na svoju gej sudbinom.
Slavne osobe kao što su Liza Minnelli, Jane Fonda i Bette Midler provodile su značajnu količinu svog društvenog vremena s urbanim gej muškarcima (koje je jet set sada popularno smatrao sofisticiranima i elegantnima), i više slavnih muškaraca (kao što je Andy Warhol) bili su otvoreni o svojim vezama. Takva je otvorenost još uvijek bila ograničena na najveća i najnaprednija urbana područja (kao što su New York City, San Francisco, Los Angeles, Boston, Philadelphia, Seattle, Chicago, Dallas, Houston, Atlanta, Miami, Washington, DC i New Orleans), sve dok AIDS nije potaknuo i naveo nekoliko popularnih slavnih da izađu iz ormara zbog njihove bolesti od onoga što je isprva bilo poznato kao "gej rak".
Elementi koji se više identificiraju s gej muškarcima nego s drugim skupinama uključuju:
- Gej popularna lica pop kulture koje su imale tradicionalno homoseksualne muške sljedbenike (na primjer, disko, Britney Spears, Madonna, Mariah Carey, Beyoncé, Judy Garland, Cher, Donna Summer, Lady Gaga, Kesha, Kylie Minogue i Diana Ross)
- Poznavanje aspekata romantičnog, seksualnog i društvenog života uobičajenih među gej muškarcima (na primjer, Polari, poppers, kamp, gej vještice i—u južnoazijskoj LGBTQ kulturi—"večernji ljudi")[10]
- Beefcake, časopisi o tjelesnoj formi i fitness kultura

Postoji niz subkultura unutar gej muške kulture, kao što su medvjedi i bucmasti. Postoje i subkulture s povijesno velikom gej-muškom populacijom, kao što su leather i SM. Gej kritičar Michael Musto je rekao: "Oštar sam kritičar gej zajednice jer osjećam da sam, kad sam tek izašao, mislio da ću ući u svijet mačizam i individualnosti, au suprotnom, pokazalo se da je to svijet klonovi na određeni način. Također sam mrzio fašizam cijelog tijela koji je dugo zavladao homoseksualcima."

### Odnosi i veze
Neke američke studije otkrile su da je većina homoseksualnih muških parova u vezama s jednom osobom. Reprezentativna američka studija iz 2018. pokazala je da je 32% gej muških parova imalo otvorene veze. Istraživanje Colleen Hoff na 566 homoseksualnih muških parova iz područja zaljeva San Francisca koje je financirao Nacionalni institut za mentalno zdravlje otkrilo je da je 45 posto njih bilo u monogamnim vezama, ali nije korišten reprezentativni uzorak. Gej glumac Neil Patrick Harris je primijetio: "Ja sam veliki zagovornik monogamnih veza bez obzira na seksualnost i ponosan sam na to kako se nacija usmjerava prema tome."
Tijekom 1980-ih i 1990-ih, Sean Martin je naslikao strip (Doc and Raider) koji prikazuje homoseksualni par koji živi u (ili blizu) Gej nasilja u Torontu. Njegovi su likovi nedavno ažurirani i preseljeni na internet. Iako prvenstveno duhovit, strip se ponekad bavio temama kao što su napadanje homoseksualaca, HIV i supružničko zlostavljanje.
Australsko nedavno istraživanje koje su proveli Roffee i Waling 2016. otkrilo je kako se neki gej muškarci osjećaju kao da se od njih očekuje da budu previše seksualni. Sudionici su izvijestili kako bi drugi gej muškarci automatski pretpostavili da svaka interakcija ima seksualnu motivaciju. Nadalje, kad bi se tada razjasnilo da to nije slučaj, ti bi se homoseksualci odjednom osjećali isključenima i ignoriranima od strane drugih homoseksualaca s kojima su bili u interakciji. Smatrali su da ne mogu steći čisto platonska prijateljstva s drugim gej muškarcima. Jedan je sudionik izvijestio da se osjeća otuđeno i zanemareno kao osoba ako ga drugi gej muškarci ne smatraju seksualno privlačnim. Ova pretpostavka i stav o pre seksualnosti su štetni, jer nameću ljudima unaprijed stvorene ideale, koji su potom izopćeni ako ne zadovolje te ideale.
Osnovan je niz društvenih internetskih stranica za homoseksualce. U početku su se oni koncentrirali na seksualni kontakt; obično su korisnici imali stranicu s profilom, pristup stranicama drugih članova, razmjenu poruka između članova i razgovor putem izravnih poruka. Uspostavljene su manje, gušće povezane web stranice koncentrirane na društveno umrežavanje bez fokusa na seksualni kontakt. Neki zabranjuju sve eksplicitne seksualne sadržaje; drugi ne. Uspostavljena je i gej-orijentirana maloprodajna internetska stranica za prikupljanje kupona.
Nedavna istraživanja prikazuju da homoseksualci prvobitno imaju smisla za obiteljske i vjerske izazove razvijanjem online vršnjačke podrške (tj. obitelji po izboru) za razliku od usredotočenosti njihovih obiteljskih saveznika na jačanje postojećih obiteljskih odnosa putem online razmjene informacija. Online socijalne prednosti koje su prijavili sudionici uvelike su u suprotnosti s nedavnim istraživanjima koja pokazuju da korištenje interneta može dovesti do negativnih posljedica za mentalno zdravlje.
Moda
Poznati gej i biseksualni modni dizajneri su Giorgio Armani, Kenneth Nicholson, Alessandro Trincone, Ludovic de Saint Sernin, Patrick Church, Gianni Versace, Prabal Gurung, Michael Kors i drugi među LGBT modnim dizajnerima diljem svijeta.

## Lezbijska kultura
Kao i kod homoseksualaca, lezbijska kultura uključuje elemente šire LGBTQ kulture, kao i druge elemente posebne za lezbijsku zajednicu. Organizacije prije Stonewalla koje su se zalagale za lezbijska prava i pružale mogućnosti spajanja za lezbijke, uključivale su Bilitisove kćeri, formirane u San Franciscu 1955. Članovi su održali javne demonstracije, razgovarali s medijima i objavili bilten.
Prvenstveno povezana s lezbijkama u Sjevernoj Americi, Europi, Australiji i Novom Zelandu, lezbijska kultura često je uključivala velike, pretežito lezbijske "ženske" događaje kao što su Michigan Womyn's Music Festival (zatvoren nakon 2015.) i Club Skirts Dinah Shore Vikend. Lezbijska kultura ima svoje ikone, kao što su Melissa Etheridge, kd lang (butch), Ellen DeGeneres (androgina) i Portia de Rossi (femme). Lezbijska kultura od kasnog 20. stoljeća često je bila usko povezana s evolucijom feminizma. Lezbijski separatizam je primjer lezbijske teorije i prakse koja poistovjećuje specifične lezbijske interese i ideje i promovira specifičnu lezbijsku kulturu.  Žensku zemlja i ženska glazba bili su prvi primjeri toga. Sportski timovi koji se temelje na identitetu također su povezani s lezbijskom kulturom, posebice s usponom lezbijskih softball timova i liga u 1980-im i 1990-im godinama. Softball i drugi sportski timovi stvorili su društvenu zajednicu i omogućili lezbijkama da odbace društvena očekivanja o tjelesnosti, ali su se obično smatrali odvojenima od lezbijskog feminizma i političkog aktivizma.

## Kultura biseksualaca
Bipolarna kultura naglašava protivljenje ili zanemarivanje fiksnog rodnog i spolnog identiteta, monoseksizam (diskriminacija biseksualnih, fluidnih, panseksualnih i queer označenim osoba), biseksualno brisanje i bifobiju (mržnja ili nepovjerenje prema nemonoseksualnim osobama). Bifobija je česta (iako je sve manje) u homoseksualnim, lezbijkim i heteroseksualnim zajednicama.
Mnoge fluidne, biseksualne i panseksualne osobe sebe smatraju dijelom queer zajednice, unatoč bilo kakvoj diskriminaciji s kojom se mogu suočiti. Zapadne biseksualne,fluidne i panseksualne kulture također imaju svoje temelje, kao što su knjige Bi Any Other Name: Bisexual People Speak Out (priredile Lani Kaʻahumanu i Loraine Hutchins), Bi: Notes for a Bisexual Revolution (autor Shiri Eisner) i Getting Bi: Glasovi biseksualaca diljem svijeta (uredila Robyn Ochs); britanska znanstveno-fantastična televizijska serija Torchwood, te ličnosti poput britanskog pjevača i aktivista Toma Robinsona, članice Black Eyed Peasa Fergie, škotskog glumca Alana Cumminga i američke performans umjetnice i aktivistice Lady Gage.
Biseksualnu zastavu ponosa dizajnirao je Michael Page 1998. kako bi dao vlastiti simbol zajednici, usporediv sa zastavom gej ponosa glavne LGBTQ zajednice. Tamno ružičasta (ili ružičasta) pruga na vrhu zastave predstavlja homoseksualnu privlačnost; kraljevsko plava pruga na dnu zastave predstavlja privlačnost različitog spola. Pruge se preklapaju u središnjoj petini zastave kako bi oblikovale duboku nijansu lavande (ili ljubičaste), predstavljajući privlačnost bilo gdje duž rodnog spektra. Dan proslave biseksualnosti 23. rujna obilježavaju pripadnici biseksualne zajednice i njezini saveznici od 1999.

## Kultura transrodnih osoba
Proučavanje transrodnosti i transseksualne kulture je u mnogim načinima komplicirana na koje se kulture bave seksualnim identitetom / seksualnom orijentacijom i rodom. Npr, u mnogim kulturama ljudi koje privlače osobe istog spola - to jest, oni koji bi se u modernoj zapadnoj kulturi identificirali kao homoseksualci, lezbijke ili bipolarni - klasificiraju se kao treći spol s ljudima koji bi (na Zapadu) biti klasificiran kao transpolarni.
Na današnjem modernom Zapadu postoje različite skupine transrodnih i transseksualnih osoba, poput grupa za transseksualne osobe koje žele operaciju promjene spola, muških, samo heteroseksualnih crossdressera i grupa trans muškaraca. Grupe koje obuhvaćaju sve transrodne osobe, kako trans muškarce, trans žene, tako i nebinarne osobe, pojavile su se posljednjih godina.
naime, neke transrodne ili transseksualne žene i muškarci ne prepoznaju se kao dio baš te "trans" kulture. Može se napraviti razlika između transrodnih i transseksualnih osoba koje svoju prošlost obznanjuju drugima i onih koje žele živjeti u skladu sa svojim rodnim identitetom i ne otkrivati svoju povijest (vjerujući da bi trebale moći normalno živjeti u svojoj pravoj rodnoj ulozi, i simulirati kome otkrivaju svoju prošlost).
Prema studiji koju je vodio Institut Williams iz UCLA na temu "Koliko se odraslih oglašava kao transrodna osoba u Sjedinjenim Državama?", otkrili su da je vjerojatnije da će se mlađe odrasle osobe identificirati kao transrodne nego starije odrasle osobe. To može biti rezultat novog šireg prihvaćanja transrodnih osoba u zajednicama, što omogućuje onima koji se identificiraju kao transrodni da imaju veći glas i bolje su upoznati s današnjicom. U svom istraživanju otkrili su da se procjenjuje da se 0,7% odraslih u dobi od 18 do 24 godine identificira kao transrodno, dok se 0,6% odraslih u dobi od 25 do 64 i 0,5% odraslih u dobi od 65 ili više identificira kao transrodno.
Ružičasta boja na zastavi ponosa transrodnih osoba predstavlja ženu, dok dječja plava boja na zastavi predstavlja muškarca. Bijela pruga između dječje plave i roye predstavlja druge spolove osim muškog ili ženskog.
Transrodni odnosi
U izvještaju „Pogledi s obje strane mosta? Spol, seksualni legalitet i iskustva odnosa između transrodnih osoba”, autori Iantaffi i Bockting proveli su studiju s 1229 transrodnih osoba starijih od 18 godina, kako bi saznali više o transrodnim odnosima u SAD-u. Kada su u pitanju odnosi, unutar, transrodne osobe, ovisilo je o tome žele li heteronormativni ili mainstream kulturni odnos. Studije pokazuju da transrodne osobe također mogu biti žrtve heteronormativnosti, a to može utjecati na njihove veze. Postoje i transrodne osobe koje pokušavaju usporiti zapadnjačka tradicionalna uvjerenja o rodnim ulogama i spolnim razlikama unutar veza.

### Događaji
Zajednica transrodnih osoba obilježava mnoge godišnje susrete. Jedan od najpoznatijeg obilježenog je Dan sjećanja na transrodne osobe (TDOR) koji se održava svake godine 20. studenog u čast Rite Hester, koja je ubijena 28. studenog 1998. u zločinu iz mržnje protiv transrodnih osoba. TDOR služi u brojne svrhe:
- obilježava sjećanje na sve one koji su bili žrtve zločina iz mržnje i predrasuda
- podiže svijest o zločinima iz mržnje prema transrodnoj zajednici
- i odaje počast mrtvima i njihovoj rodbini[34]

Povezani događaji su trans protesti, niz godišnjih protesta, prosvjeda ili okupljanja koji se održavaju diljem svijeta, često tijekom lokalnog tjedna ponosa. Ove događaje često organiziraju transrodne zajednice kako bi izgradile zajednicu, bavile se borbama za ljudska prava i stvorile pregledanost.

## Kultura mladih
Youth pride, nastavak gej ponosa i LGBTQ društvenih pokreta, promiče jednakost među mlađim članovima (obično iznad dobi za dopuštenje) lezbijske, gej, biseksualne, transseksualne ili transrodne, interseksualne i upitne (LGBTQ) zajednice. Pokret postoji u mnogim zemljama i usmjeren je na festivale i parade, omogućujući mnogim LGBTQ mladima da se povežu, komuniciraju i slave svoj rodni i seksualni identitet. Organizatori Youth Pridea također ukazuju na vrijednost izgradnje zajednice i podrške mladim ljudima, budući da je veća vjerojatnost da će biti izloženi maltretiranju. Škole s gej-heteroseksualno alijansom (GSA) bolje se nose s diskriminacijom i nasiljem nad LGBTQ mladima nego škole bez toga; razvijaju vještine zajedništva i orijentiranja te daju učenicima siguran prostor za dobivanje informacija o zdravlju i sigurnosti. Ponekad skupine izbjegavaju etiketirati mlade ljude, radije im dopuštaju da se identificiraju prema vlastitim uvjetima "kada se osjećaju sigurnima".
Mladi homoseksualci i lezbijke imaju veći rizik od suicida, zlouporabe supstanci, školskih problema i izolacije zbog "neprijateljskog i osuđujućeg okruženja, verbalnog i fizičkog zlostavljanja, odbacivanja i zaštite od obitelji i vršnjaka", prema izvještaju američke Radne skupine za samoubojstva mladih. Stoga, veća je vjerojatnost da će LGBTQ mladi prijaviti psihičko i fizičko zlostavljanje od strane roditelja ili skrbnika te češće seksualno zlostavljanje. Predloženi razlozi za ovu nejednakost su:
- mladi mogu biti posebno ciljani na temelju njihove percipirane seksualne orijentacije ili spolno neusklađenog izgleda.
- „...Čimbenici rizika povezani sa statusom seksualne manjine, uključujući diskriminaciju, nevidljivost i odbacivanje od strane članova obitelji...mogu dovesti do porasta ponašanja koja su povezana s rizikom od viktimizacije, kao što je zlouporaba supstanci, seks s više partnera, ili bježati od kuće kao tinejdžer.”[40]

Studij iz 2008. godine pokazao je izravnu vezu između stupnja roditeljskog odbijanja LGB adolescenata i negativnih zdravstvenih problema kod istraživanih tinejdžera. Za pomoć mladima i odraslima pojavili su se krizni centri u većim gradovima i informativne stranice na internetu. Telefonska linija za suybijanje samoubojstava za LGBT mladež dio je Projekta Trevor, koji su uspostavili filmaši nakon televizijskog emitiranja kratkog filma Trevor koji je nagrađen Oscarom 1998. godine na HBO-u; Daniel Radcliffe donirao je veliku svotu toj skupini i pojavio se u njezinim javnim objavama osuđujući homofobiju.
Sve veće prihvaćanje LGBTQ zajednica u mainstreamu potaknulo je Povjerenstvo Guvernera Massachusettsa za gej i lezbijsku omladinu da započne godišnje obilježavanje Gej-Straight Youth Pridea 1995. Godine 1997. osnovana je neprofitna organizacija Youth Pride Alliance, stranka od 25 grupa za podršku i zagovaranje mladih, kako bi se održao godišnji događaj ponosa mladih u Washingtonu, DC; Candace Gingrich bila je govornik sljedeće godine. Godine 1999. održan je prvi godišnji Dan ponosa mladih u Vermontu. Od 2009. to je najveći queer i srodni događaj za mlade u Vermontu, organiziran od strane Outright Vermonta kako bi se "razbili geografske i društvene prepreke s kojima se suočavaju gej mladi koji žive u urbanim zajednicama". Godine 2002. događaju je dodan sajam fakulteta kako bi se studenti povezali s fakultetima i razgovaralo o sigurnosti studenata. U travnju 2003. Youth Pride Chorus, organiziran s njujorškim LGBT Community Centerom, prvi je započeo probe i kasnije nastupio na koncertu u Carnegie Hall Prideu u šestom mjesecu s New York City Gej Men's Chorusom.
Godine 2004. gradski odbor Mreže za obrazovanje homoseksualaca, lezbijki i heteroseksualaca (GLSEN) u San Diegu surađivao je s koordinatorima Ponosa mladih u San Diegu na organiziranju Dana tišine u cijeloj zemlji. Godine 2005. Decatur (Georgia) Ponos mladih sudjelovao je u protuprosvjedima protiv baptističke crkve Westboro (koju je predvodila kćer poglavara crkve Freda Phelpsa Shirley Phelps-Roper), koja je "pozdravljala studente i nastavno osoblje kad su stigli riječima poput 'Bog mrzi onemogućivače pedera" i "Hvala Bogu za 11. rujna'" na deset lokacija. Godine 2008. Chicago's Youth Pride Center, koji prvenstveno služi "obojenoj LGBT omladini", otvorio je privremenu lokaciju i planirao se preseliti u svoju novu zgradu na južnoj strani Chicaga 2010. Godine 2009., Utah Pride Center održao je događaj koji se poklopio s Youth Pride Walk 2009, "kros-country šetnjom dviju žena iz Utaha koje pokušavaju skrenuti pozornost na probleme s kojima se suočavaju LGBT mladi beskućnici". U kolovozu 2010. održan je prvi Hollywood Youth Pride, fokusiran na "veliki broj LGBT mladih beskućnika koji žive na ulicama Los Angelesa". Prema izvješću iz 2007., "Od procijenjenih 1,6 milijuna američkih mladih beskućnika, između 20 i 40 posto izjašnjava se kao lezbijka, gej, biseksualna ili transrodna osoba". Na većim povorkama ponosa i festivalima često postoje kontingenti LGBTQ ili queer mladih, a neki festivali određuju sigurna mjesta za mlade.
Veća je vjerojatnost da će LGBT mladi biti beskućnici nego heteroseksualni, odnosi na osobu čiji rodni identitet odgovara spolu upisanom za njih pri rođenju, nije transrodan, mladi zbog odbijanja od strane roditelja zbog svoje seksualne orijentacije ili rodnog identiteta (Choi i sur., 2015.; Durso i Gates, 2012.; Mallon, 1992.; Whitbeck i sur., 2004). Od 1,6 milijuna beskućnika u Sjedinjenim Državama, njih četrdeset posto identificira se kao dio LGBT zajednice. U istraživanju uličnih programa 7 % mladih bili su transrodni (Whitbeck, Lazoritz, Crawford i Hautala, 2014.). Mnogi transrodni mladi koji su smješteni u skloništa za beskućnike ne dobivaju vrstu pomoći koja im je potrebna i često doživljavaju diskriminaciju i sustavne prepreke koje uključuju programe odvojene po spolu u institucionalnim praksama koje odbijaju razumjeti njihov spol. Mnogi transrodni mladi imaju problema s pronalaskom skloništa zbog određenih politika poput binarnih rodnih pravila, pravila odijevanja i dodjele soba (Thaler et al., 2009.). Problemi s klasifikacijom se događaju kada procedure ili politike skloništa zahtijevaju da mladi budu odvojeni na temelju dodijeljenog spola, a ne na temelju onoga u što se sami klasificiraju. Kao rezultat toga, mnogi LGBT mladi završe na ulici umjesto u skloništima koja bi ih trebala zaštititi.
LGBT mladi također imaju višu razinu samoubojstava u SAD-u. Oni koji se poistovjećuju s LGBT zajednicom imaju četiri puta veću vjerojatnost da će pokušati samoubojstvo nego oni koji se NE poistovjećuju s LGBT zajednicom. Postojala je studija koja je provedena kako bi se analizirala razlika u stopama između homoseksualnih srednjoškolaca i njihovih hetero vršnjaka. Pitali su ih o seksualnoj orijentaciji, a zatim o samoubojstvu. Otkrili su da je oko 32 posto seksualnih manjina (lezbijke, homoseksualci, biseksualci) imalo suicidalne misli u usporedbi s gotovo 9,5 posto njihovih heteroseksualnih vršnjaka.
| Zemlja                 | Procjena LGBT populacije |
| ---------------------- | ------------------------ |
| Kina                   | 40 000 000 – 70 000 000  |
| Indija                 | 2 500 000 – 70 000 000   |
| Ujedinjene države      | 20 000 000 – 30 000 000  |
| Indonezija             | 12 700 000               |
| Brazil                 | 8 000 000 – 20 000 000   |
| Nigerija               | 6 900 000 – 10 400 000   |
| Japan                  | 7 100 000                |
| Meksiko                | 6 000 000                |
| Filipini               | 4 900 000                |
| Vijetnam               | 4 700 000                |
| Njemačka               | 4 600 000                |
| Francuska              | 3.600 000 – 4 000 000    |
| Tajland                | 3 600 000                |
| Ujedinjeno Kraljevstvo | 3 500 000 – 4 000 000    |
| Italija                | 3 400 000                |
| Španjolska             | 2 600 000                |
| Kolumbija              | 2 500 000                |
| Argentina              | 2 200 000                |
| Poljska                | 2 100 000                |
| Peru                   | 1 500 000                |
| Australija             | 1 400 000                |
| Tajvan                 | 1 300 000                |

## Povorke ponosa
Povorke ponosa su događaji i susreti na otvorenom u kojima slave njihovo otvaranje društvu i svijetu te samoprihvaćanju, postignuću i zakonskom pravu osoba koje pripadaju zajednici LGBTQ.

## Ostale kulture LGBT-a
Nekoliko drugih segmenata LGBTQ zajednice ima svoje zajednice i kulture.
Afroamerička LGBT kultura
U Sjedinjenim Američkim Državama i Europi neki gradovi održavaju crnačke homoseksualne događaje s fokusom na slavlje crnačke gej zajednice i kulture. Dva najveća na svijetu su Atlanta Black Pride i DC Black Pride. UK Black Pride najveća je proslava te vrste izvan SAD-a
Pokreti i politika
LGBT društveni pokreti su društveni pokreti koji zagovaraju LGBT osobe u društvu. Društveni pokreti mogu se usredotočiti na jednaka prava, kao što je pokret za jednakost brakova iz 2000-ih, ili se mogu usredotočiti na oslobođenje, kao u pokretu za oslobođenje homoseksualaca iz 1960-ih i 1970-ih.
LGBT konzervativizam je društveno-politički pokret koji prihvaća i promiče ideologiju konzervativizma unutar LGBT konteksta.
Godine 2010. ukidanje Ne pitaj ne govori (DADT) bio je veliki korak u uključivanju lezbijki, homoseksualaca i biseksualnih osoba u vojsku. "Ukidanje DADT-a preokrenulo je praksu otpuštanja pripadnika LGB službe na temelju seksualnog identiteta." Iako je ovo bio veliki zaokret u politici SAD-a za one koji se identificiraju kao LGB, oni koji su transrodni još uvijek nisu u potpunosti uključeni u ovu promjenu.
- Neki izazovi s kojima se transrodne osobe suočavaju nakon DADT-a su "promjena imena kako bi bila u skladu s njihovim rodnim identitetom, promjena spolne oznake u službenoj dokumentaciji i evidenciji, poticanje odgovarajuće upotrebe zamjenica i dobivanje odgovarajućih medicinskih usluga" (Levy et al., 2015.; Parco i sur., 2015a, 2015b).[88]
- Drugi izazov s kojim se suočavaju je transfobija, što je "intenzivna mržnja ili predrasude prema transseksualnim ili transrodnim osobama" (Hill & Willoughby).

## Kritika
Kritika LGBT kulture dolazi iz raznih izvora, od kojih je većina kritika unutar same zajednice. Neki, poput Michaela Mustoa, gledaju na kulturu kao na usklađenost s karikaturama ili stereotipima koji otuđuju "rubne" članove zajednice. Mattilda Bernstein Sycamore i pokreti kao što je Gej Shame tvrdili su da je LGBT kulturu depolitizirala mala manjina relativno privilegiranih queer osoba, koji sudjeluju u "institucijama ugnjetavanja" nauštrb velike većine LGBT osoba. Neki smatraju otuđujućim sam pojam "separatizma", odnosno grupnog stila života (uključujući LGBTQ članove u širem društvu).[nedostaje izvor]
Drugi je problem što biseksualne i transseksualne / transrodne osobe doživljavaju društveni pritisak da se identificiraju kao homoseksualci ili lezbijke te se mogu suočiti s izopćenjem i diskriminacijom od strane glavne struje LGBTQ kulture. Za biseksualne osobe ovaj je pritisak poznat kao biseksualno brisanje. Profesor Pravnog fakulteta Sveučilišta u New Yorku Kenji Yoshino napisao je: "Homoseksualci delegitimiziraju biseksualce... lezbijska i gej zajednica obiluju negativnim slikama biseksualaca kao čuvara ograde, izdajica, policajaca, zatvorenih slučajeva, ljudi čiji je primarni cilj u životu je zadržati 'heteroseksualnu privilegiju'".

### Politika identiteta
Iznesene su kritike da LGBT zajednica predstavlja umjetno razdvajanje, a ne temeljeno na opipljivim običajima ili etničkoj identifikaciji. Konkretno, oznake kojima LGBT pripadnici sebe opisuju uvelike se razlikuju; neki se jednostavno radije identificiraju kao osobe koje vole određeni spol. Neki vjeruju da je koncept LGBT zajednice otuđujući; sam pojam podrazumijeva otuđenje od heteroseksualnih ljudi kao posebne skupine. Nadalje, umjetno je uključivanje tri skupine koje se bave seksualnošću i jedne skupine koja istražuje transseksualni/transrodni identitet (širi fenomen).
Mattilda Berstein Sycamore tvrdi da je usmjerenost LGBT politike na jedno pitanje, koja zanemaruje sve unutar grupne razlike, prirodno dovela do pokreta i kulture usmjerenih na potrebe bijelih čisrodnih gej muškaraca iz srednje klase, što otuđuje svakoga tko ne odgovara tom opisu.

### Kulturni fokus na promiskuitet
Neki homoseksualni muški komentatori koji su u monogamnim vezama tvrde da je prezir gej kulture prema monogamiji i njezino promicanje promiskuiteta štetilo naporima da se legaliziraju istospolni brakovi. Yuvraj Joshi tvrdi da su napori da se legaliziraju istospolni brakovi naglasili istovjetnost gej osoba s heteroseksualcima, dok su privatizirale njihove queer razlike.

### Rasizam
Knjiga britanskog novinara Marka Simpsona iz 1996., Anti-Gej, opisuje oblike netolerancije mainstream gej zajednice prema podskupinama. Times je napisao da je Simpson uspio "ukazati na to da ugnjetavanje i predrasude ne postaju legitimni samo zato što ih slučajno prakticiraju prethodno potlačeni". Aiden Shaw iz Time Out New York je napisao: "Hvala jebenom Bogu da je netko ovo učinio, jer... što god se dogodilo s našom individualnošću, našim razlikama?" Drugi su komentatori oštro kritizirali Simpsonov argument, a Boyz je izjavio da je "Simpson kukavica".

## Vanjske poveznice
- Povijesno društvo homoseksualaca, lezbijki, biseksualaca i transrodnih osoba
- bi.tocotox.org (međunarodna web središte za biseksualne stranice i kapacitete)
- Indeks biseksualnosti (UK)